# Markgraf von Veere und Vlissingen
Der Titel Markgraf von Veere und Vlissingen (französisch Marquis de Vere et de Vlissingen, spanisch Marqués de Veere y Flesinga) bezog sich auf die Orte Veere und Vlissingen in Zeeland in den Spanischen Niederlanden. Die Herrschaft gehörte ungeachtet der zeitentsprechend auf Französisch und/oder Spanisch bezeichneten Adelstitel zum niederländischen Sprachgebiet. Herren von Veere waren seit dem Ende des 13. Jahrhunderts die Herren von Borsselen, die Vlissingen Mitte des 15. Jahrhunderts dazu erhielten. Beide Lehen wurden an illegitime Angehörige des Hauses Burgund vererbt, für die 1555 die (spanisch-niederländische) Markgrafschaft Vere und Vlissingen eingerichtet wurde. Über die Tochter des ersten und einzigen Markgrafen aus dieser Familie kamen Veere und Vlissingen an das Haus Hénin. Der letzte Marquis de Vere et de Vlissingen aus der Familie Hénin starb 1804.

## Herren von Veere
- Wolfart I. von Borsselen, † 1299, Herr von Veere und Zandenburg (Haus Borsselen)
- Wolfart II. von Borsselen, † 1316/17, dessen Sohn, Herr von Veere und Zandenburg
- Wolfart III. von Borsselen, † 1351, dessen Sohn, Herr von Veere und Zandenburg
- Wolfart IV. von Borsselen, † 1379, dessen Sohn, Herr von Veere und Zandenburg
- Heinrich I. von Borsselen, † 1401, dessen Bruder, Herr von Veere und Zandenburg
- Wolfart V. von Borsselen, † 1409, dessen Sohn, Herr von Veere und Zandenburg,
- Heinrich II. von Borsselen, † 1474, dessen Sohn Herr von Veere, Zandenburg und Vlissingen, 1467 Graf von Grandpré
- Wolfhart VI. von Borsselen, † 1486, dessen Sohn, Herr von Veere, Zandenburg, Vlissingen etc., Graf von Grandpré, Earl of Buchan, Marschall von Frankreich,
- Anna von Borsselen, † 1518, dessen Tochter;
- ⚭ I Philipp von Burgund, † 1498, Herr von Beveren, 1486 Herr von Veere (Haus Burgund)
- ⚭ II Ludwig von Montfort, Herr von Veere, † 1505
- Adolf von Burgund († 1540), deren Sohn, zu Beveren, Veere, Vlissingen etc.
- Maximilian von Burgund (1514–1558), dessen Sohn, 1555 spanisch-niederländischer Marquis de Vere et de Vlissingen

## Herren von Vlissingen
- Johann von Hennegau, † nach 1450, Herr von Vlissingen
- Cornelius von Burgund (X 1452), 1446 Herr von Beveren und Vlissingen
- Anton von Burgund, † 1504, dessen Bruder, 1452 Herr von Beveren und Vlissingen, 1464 Graf von La Roche
- Philipp von Burgund, † 1498, dessen Sohn, Herr von Beveren, 1486 Herr von Veere; ⚭ Anna von Borsselen († 1518), zu Veere, Vlissingen etc., Tochter von Wolfhart VI. von Borsselen, Graf von Grandpré, Earl of Buchan etc. (⚭ II Ludwig von Montfort, Herr von Veere, † 1505)
- Adolf von Burgund († 1540), dessen Sohn, zu Beveren, Veere, Vlissingen etc.
- Maximilian von Burgund (1514–1558), dessen Sohn, 1555 spanisch-niederländischer Marquis de Vere et de Vlissingen

## Markgrafen von Veere und Vlissingen

### Haus Burgund
- Maximilian von Burgund (1514–1558), 1555 spanisch-niederländischer Marquis de Vere et de Vlissingen
  - Anna von Burgund (1516–1551); ⚭ Jean V. de Hénin, Comte de Boussu († 1562)

### Haus Hénin
- Jacques de Hénin († 1618), deren Sohn, 1. Marquis de Vere, Herr von Vlissingen
- Maximilien II. de Hénin (1580–1625), 4. Comte de Boussu, 2. Marquis de Vere
- Albert Maximilien de Hénin (1605–1640), dessen Sohn, 5. Comte de Boussu, 3. Marquis de Vere
- Eugène de Hénin-Liétard († 1656), dessen Bruder, 6. Comte de Boussu, 3. Marquis de Vere
- Philippe Louis de Hénin-Liétard (1646–1688), dessen Sohn, 7. Comte de Boussu, 4. Marquis de Vere et de Vlissingen, 10. Prince de Chimay
- Charles Louis Antoine de Henin-Liétard dit d’Alsace de Boussu (1675–1740), dessen Sohn, 1688 8. Comte de Boussu, 11. Prince de Chimay
- Alexandre Gabriel Joseph de Henin-Liétard dit d’Alsace de Boussu (1681–1745), dessen Bruder, 1735 Reichsfürst von Chimay, 1737 12. Prince de Chimay, 1749 9. Comte de Boussu
- Thomas Alexandre Marc Henri de Henin-Liétard dit d’Alsace de Boussu (1732–1759), dessen Sohn, 1745 bzw. 1748 13. Prince de Chimay, 10. Comte de Boussu
- Thomas Alexandre Marc Maurice de Henin-Liétard dit d’Alsace de Boussu (1759–1761), dessen Sohn, 1759 14. Prince de Chimay, Comte de Beaumont, Reichsfürst
- Philippe Gabriel Maurice Joseph de Henin-Liétard dit d’Alsace de Boussu (1736–1804) dessen Onkel, 1761 15. Prince de Chimay, Reichsfürst, 12. Comte de Boussu, 9. Marquis de Vere et de Vlissingen